# Mont des Oliviers (Molsheim)
Le Mont-des-Oliviers est une sculpture monumentale située à Molsheim, près du chevet de l'église des Jésuites. Ce mont-des-Oliviers, qui représente l'agonie de Jésus-Christ au Jardin des Oliviers, a initialement été réalisé pour les jardins de la chartreuse de Molsheim de 1765 à 1768 par un certain Ziegler (ou Zigler). Démonté au début du XIXe siècle, il est apporté jusqu'à son emplacement actuel. Le dôme de protection qui le recouvre est enlevé en 1923, ce qui accélère depuis la dégradation du monument, qui est inscrit à l'inventaire complémentaire des monuments historiques le 18 juin 1929.

## Localisations

### Localisation initiale
Le monument initial est situé dans le jardin oriental de la chartreuse de Molsheim, à proximité de la Dîme.

### Localisation actuelle
L'édifice est déplacé au XIXe siècle et aboutit à proximité du chevet de l'église des Jésuites, également située à Molsheim, dans la rue Notre-Dame.

## Historique

### Premier monument disparu
Le monument visible aujourd'hui est précédé d'un autre dont aucune trace visuelle n'est restée ; sa date de création comme son auteur sont inconnus. Toutefois, les archives de la chartreuse permettent de savoir que la toiture d'ardoises abritant ce monument est restaurée durant deux jours en 1685, et que le groupe sculpté est complété en 1686 par des statues de terre cuite représentant plusieurs saints fondateurs de l'Ordre des Chartreux. La peinture représentant la chartreuse en 1744 laisse supposer, sans certitude, que le Mont-des-Oliviers initial n'était pas localisé dans le jardin oriental du monastère.

### Monument actuel à la Chartreuse
Le monument actuel est l'œuvre d'un nommé Ziegler ou Zigler. Celui-ci reçoit 1 430 livres pour le travail qu'il a réalisé entre 1765 et 1768 avec ses ouvriers. C'est le prieur Gabriel Landonet qui réceptionne le monument commandé par son prédécesseur Bruno Fortin.

### Transfert

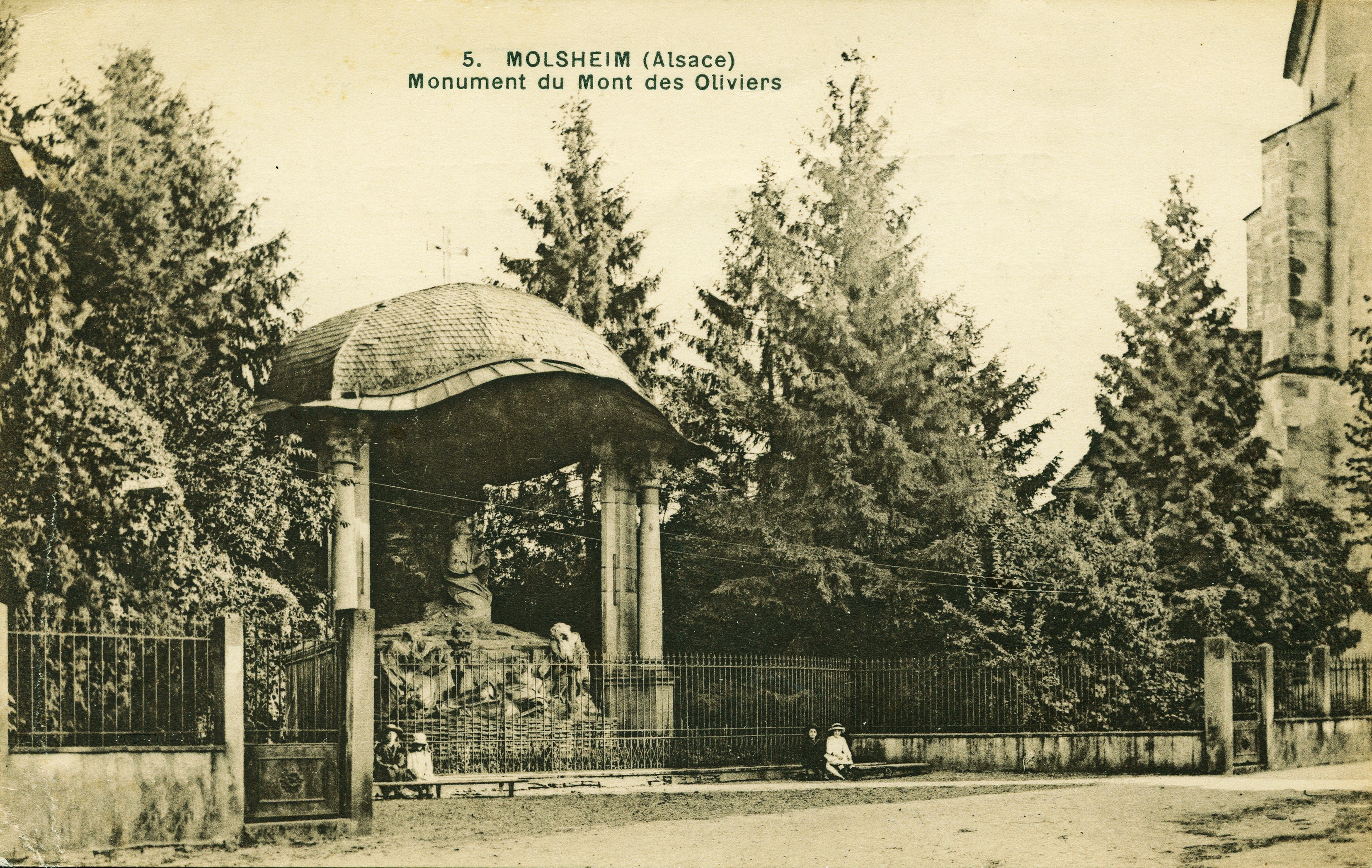
Le Mont-des-Oliviers à l'emplacement actuel, sous son dôme vers 1920.

La Révolution épargne le monument et la municipalité décide de le transférer à proximité de la nouvelle église paroissiale, l'ancienne église Saint-Georges ayant été détruite à la fin du XVIIIe siècle.

### Classement et dégradation
En juillet 1923, constatant des infiltrations dans le dôme, la municipalité fait déposer ce dernier ainsi que les colonnes ; la légende postérieure affirme, à tort, que le dôme aurait été détruit sous prétexte qu'il rappelait un casque prussien. Un projet de remplacement de la couverture est demandé à l'architecte municipal M. Scheppeler, mais ne se concrétise pas. La grille en fer forgé est retirée, ce qui incite les pillards et les vandales à dégrader le monument.
L'édifice fait l'objet d'une inscription au titre des monuments historiques le 18 juin 1929.

## Architecture
Le socle du monument mesure environ 6 mètres et demi sur quatre mètres et demi et est formé de deux marches. En arrière du groupe sculpté est placé un mur orné de pilastres. L'ancienne coupole s’appuyait à l'arrière sur les consoles faisant saillie en partie haute de ce mur, ainsi que sur deux colonnes corinthiennes située à l'avant de l'édicule.
Le groupe sculpté lui-même s'articule évidemment autour de la figure du Christ, positionné à genoux, les yeux levés vers le ciel et en larmes ; quand le dôme existait encore, le Christ regardait un ange. En avant du Christ sont placés les trois apôtres Pierre, tenant une épée, Jacques, barbu et Jean, plus jeune et imberbe. En arrière, se détachant partiellement du mur, les soldats et le grand prêtre sont guidés par Judas Iscariote, qui montre Jésus du doigt.
Des éléments sculptés à motifs végétaux figuraient le jardin. Devant les risques de dégradation et de vol, ces éléments ont été mis à l'abri au musée de la chartreuse à la fin du XXe siècle.

Détails architecturaux du Mont-des-Oliviers de Molsheim
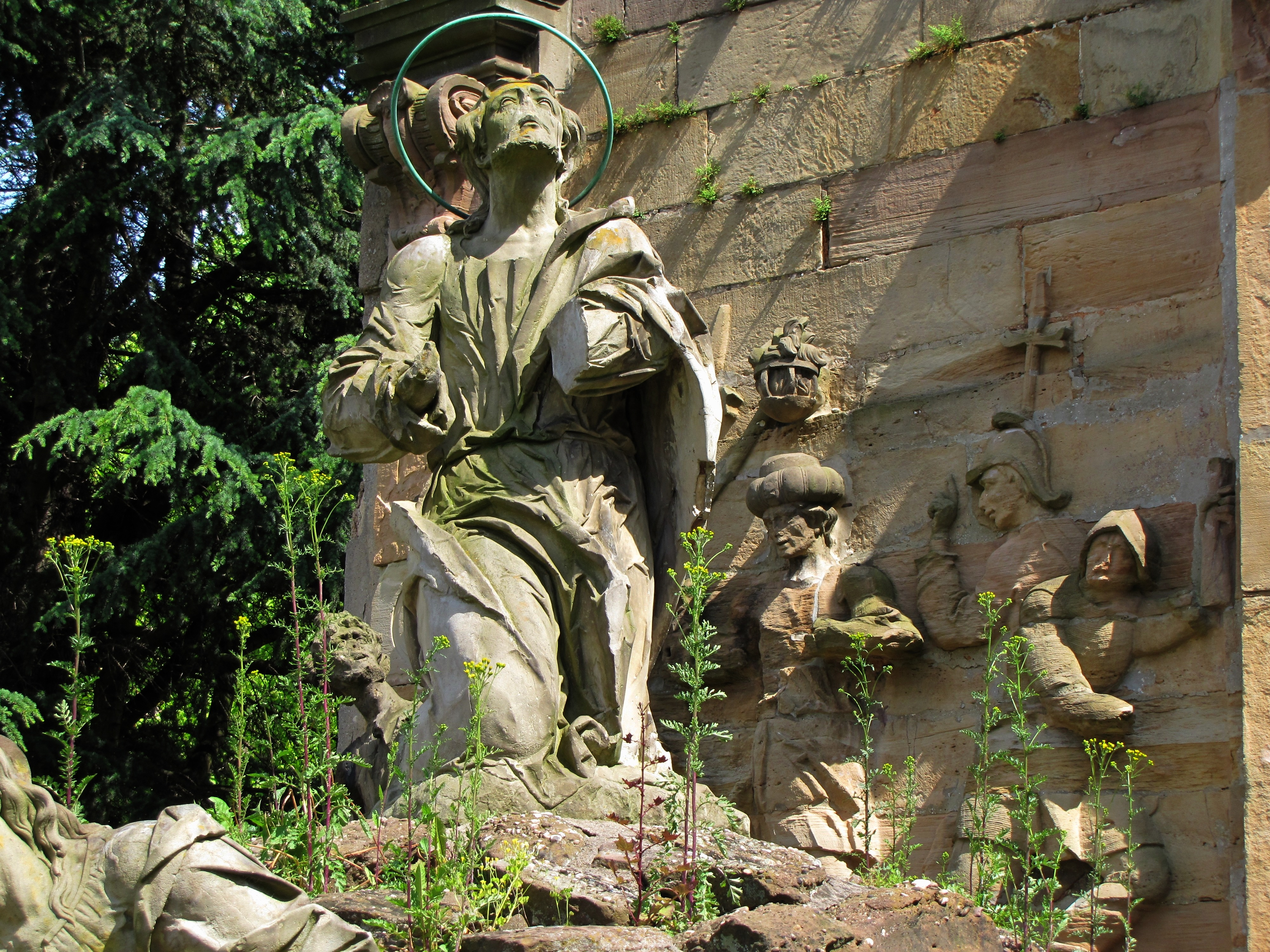
Le monument envahi par les plantes, détail du Christ et des soldats.
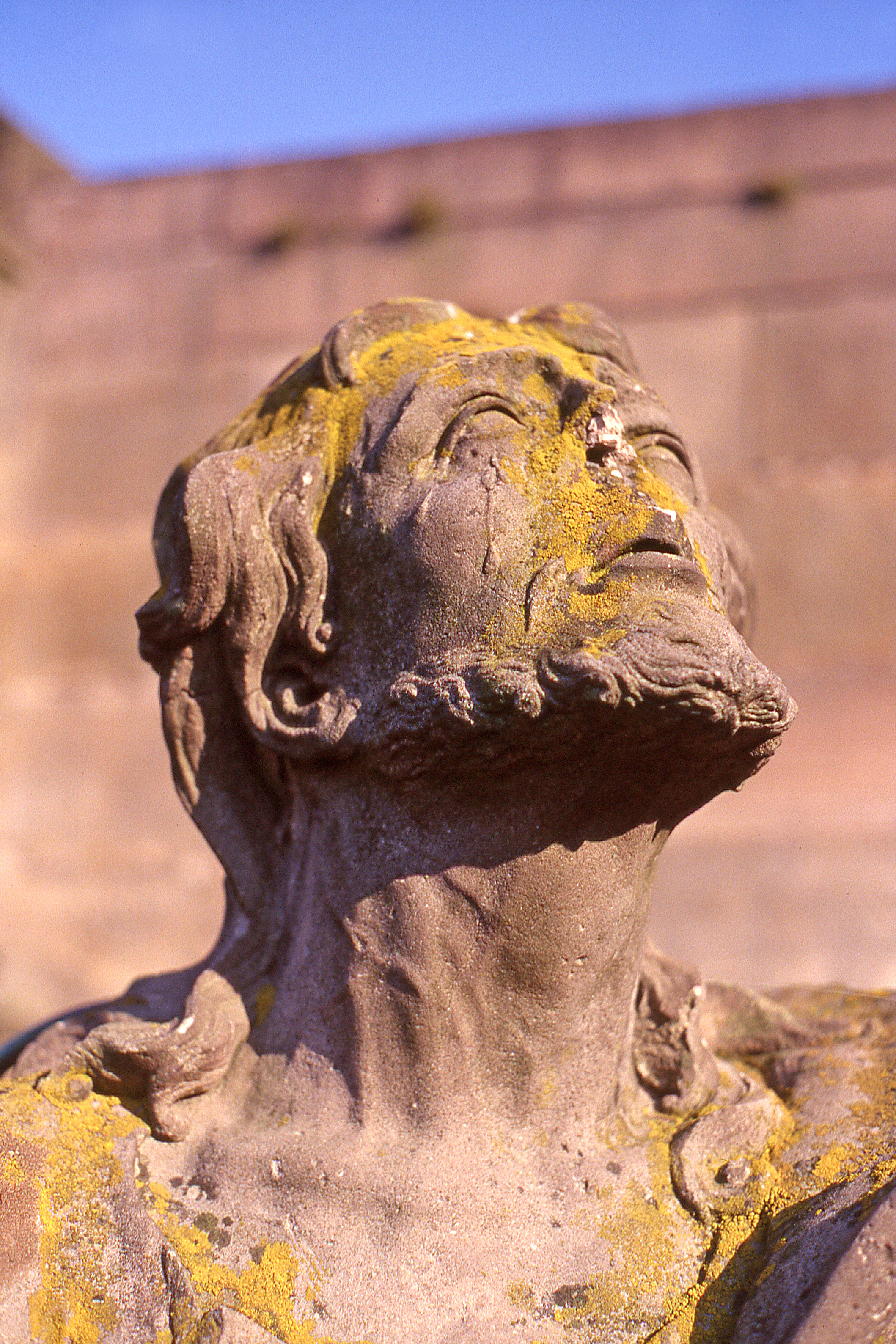
La tête de la statue du Christ en larmes, les yeux levés vers l'ange (prise de vue en 1998).
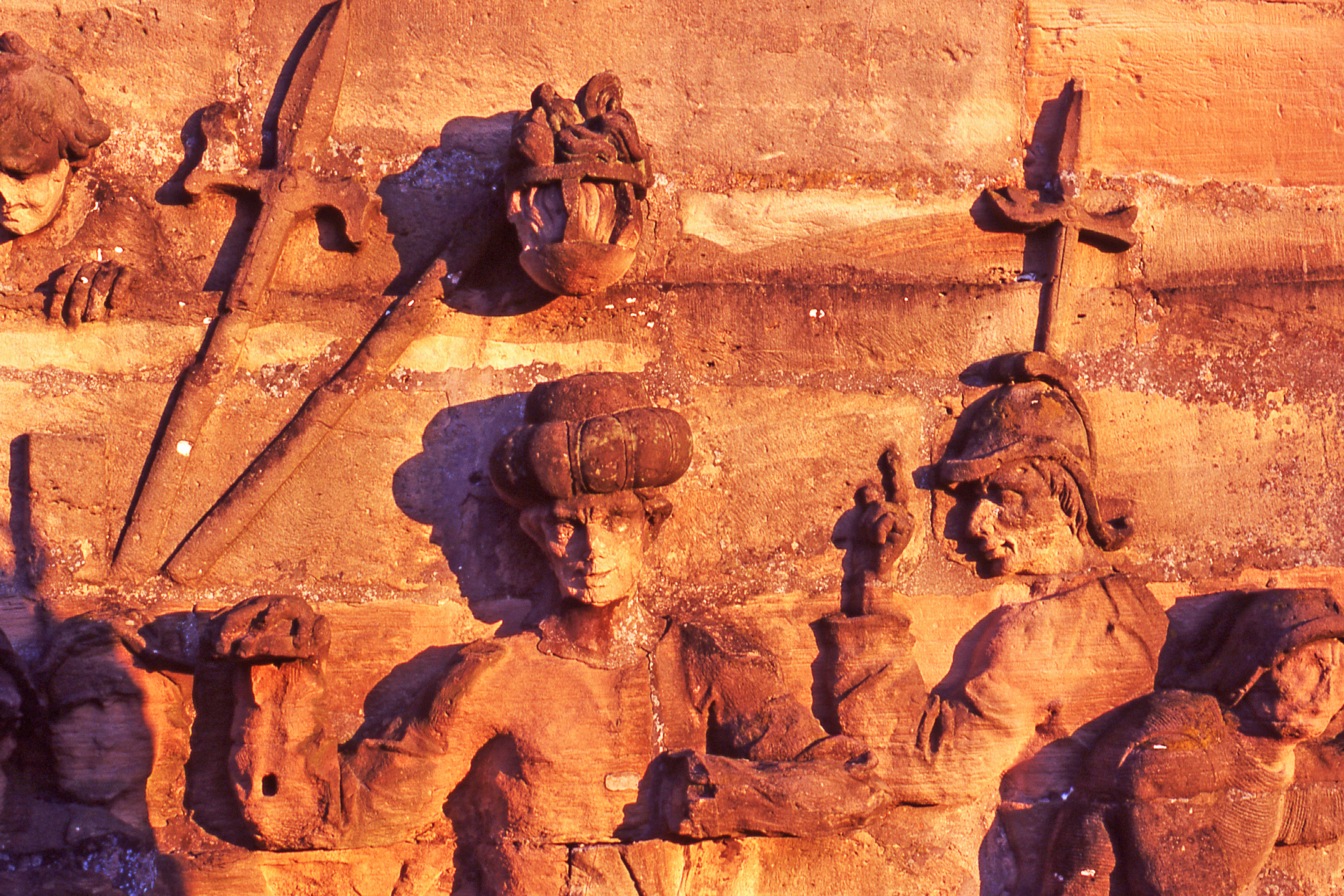
Les bas-reliefs représentant le grand-prêtre et les soldats venus arrêter Jésus.